# Luisa de Castro

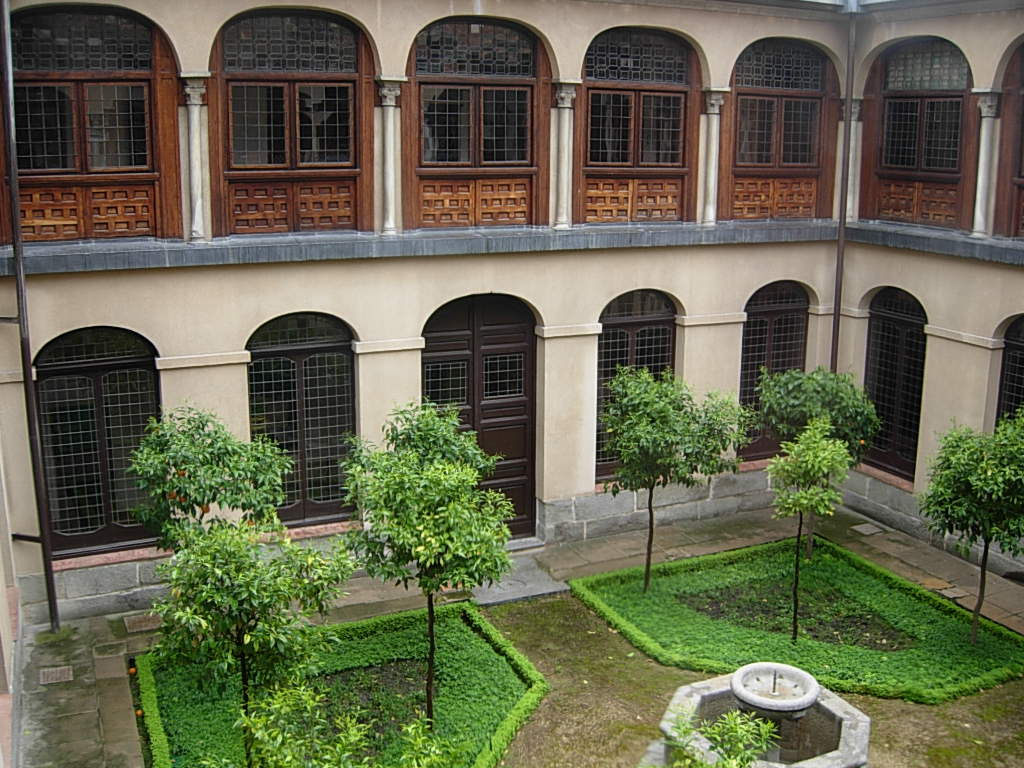
Claustro del Monasterio de las Descalzas Reales en Madrid, donde se produjo un acceso carnal de Gonzalo Chacón a Luisa, sin estar públicamente casados.

Luisa de Castro fue una dama luso-castellana, conocida por el escándalo generado por su matrimonio con el noble Gonzalo Chacón.

## Biografía
Era hija de Francisco de Cisneros y la dama portuguesa María de Castro.  
Luisa comenzó su carrera en la corte siendo nombrada dama de doña Juana, hermana del rey que vivía en la corte española tras haber quedado viuda de Juan Manuel, príncipe heredero de Portugal. En la corte contaba con parientes, como Luis de Venegas, caballerizo mayor de la reina que era tío de Luisa al ser marido de su tía materna Guiomar de Sa.
En la corte se había tratado un posible matrimonio de Luisa con Pedro Niño de Ribera, hijo de Lope Conchillos y mayordomo de la reina Ana de Austria. 
Hacia 1570 comenzó una relación con el joven Gonzalo de Castro, quien era hijo de importantes servidores de distintas personas reales. Gonzalo era además caballero de la Orden de Calatrava y comendador de Almodóvar del Campo en esa orden. Además Gonzalo era gentilhombre de boca del rey. En el momento en que Gonzalo participó en la Guerra de las Alpujarras, ya mantenía una cierta relación con la joven Luisa. 
Su relación con Gonzalo culminó en que se dieran mutuamente palabra de matrimonio y comenzaran a considerarse marido y mujer, pese a la oposición de la familia de Gonzalo al matrimonio ya que esta consideraba la unión con Luisa como desigual. Es necesario considerar que aún no se habían comenzado a aplicar en España las disposiciones del Concilio de Trento sobre matrimonios que trataban de impedir este tipo de situaciones en las que el matrimonio quedaba formalizado por la palabra de los cónyuges sin otra formalidad principal. Esta relación llegó a consumarse incluso dentro del monasterio de las Descalzas Reales, encontrándose la mayor parte de cortesanos en este cenobio con ocasión de entregarse en ese lugar la Rosa de Oro a Ana de Austria.
En la noche del 18 de agosto de 1572, Luisa fue encontrada fuera del Alcázar, de noche y sola. Este hecho hizo que se conociera que había salido del Alcázar a casa de Gonzalo y en consecuencia se produjo un escándalo en la corte que conllevó un proceso judicial en medio del cual Gonzalo huyó hacia Francia siendo finalmente apresado y conducido al castillo de Alameda. Como consecuencia del proceso, Gonzalo Chacón sería condenado a muerte y privado de sus cargos y la encomienda de Almodóvar del Campo. Finalmente por la intercesión de la madre de Gonzalo ante la reina Ana de Austria, se conmutaría su pena por la de destierro, que el matrimonio cumpliría en Portugal tras haber celebrado velaciones en Toledo.
Estando en Portugal, la reina Catalina de Austria, viuda de Juan III de Portugal, intentó intermediar para rehabilitar a Luisa y Gonzalo en la corte española.
Quedó viuda  en agosto de 1578, al haber muerto Gonzalo participando junto al rey don Sebastián de Portugal en la batalla de Alcazarquivir,